# Glenglassaugh
Glenglassaugh ist eine Whiskybrennerei bei Portsoy, Banffshire, Schottland.

## Geschichte
Die Destillerie wurde 1874 durch James Moir, seine beiden Neffen Alexander und William Morrison und dem Kupferschmied Thomas Wilson auf dem Gelände der Craigmills Farm errichtet. 1875 begann die Produktion. Nach dem Tod von Thomas Wilson 1883 und James Moir 1887 wurde die Brennerei zwischen 1888 und 1892 von Alexander Morrison mit neuen Brennblasen und Gärbottichen ausgestattet. Als 1892 auch William Morrison starb, verkaufte Alexander Morrison die Brennerei an Robertson & Baxter, die ohnehin der größte Abnehmer des Whiskys waren. Diese verkauften die Destillerie noch im selben Jahr an Highland Distilleries Co Ltd.
Nachdem der Absatz Anfang des zwanzigsten Jahrhunderts stark nachgelassen hatte, wurde die Brennerei 1908 stillgelegt und erst 1931 wieder eröffnet. Schon 1936 folgte die nächste Schließung, welche bis 1960 dauern sollte. Ab 1956 wurde die Destillerie grundlegend renoviert und neu ausgestattet. Die neuen Brennblasen waren jetzt etwa doppelt so groß wie die alten. Dadurch wurde die Kapazität der Brennerei verdoppelt. Ab November 1986 war die Brennerei geschlossen. Am 3. März 2008 wurde die Brennerei für 5 Millionen £ an The Scaent Group verkauft und am 24. November 2008 wiedereröffnet. Als erste Abfüllungen nach der Wiedereröffnung wurden Whiskys mit 22, 30 und 40 Jahren angekündigt. Am 22. März 2013 wurde die Destillerie
von der BenRiach Distillery Co. Ltd. gekauft. 2016 wurde die Benriach Distillery Co. Ltd. für 285 Millionen Pfund Sterling von dem US-amerikanischen Konzern Brown-Forman übernommen.

## Produktion

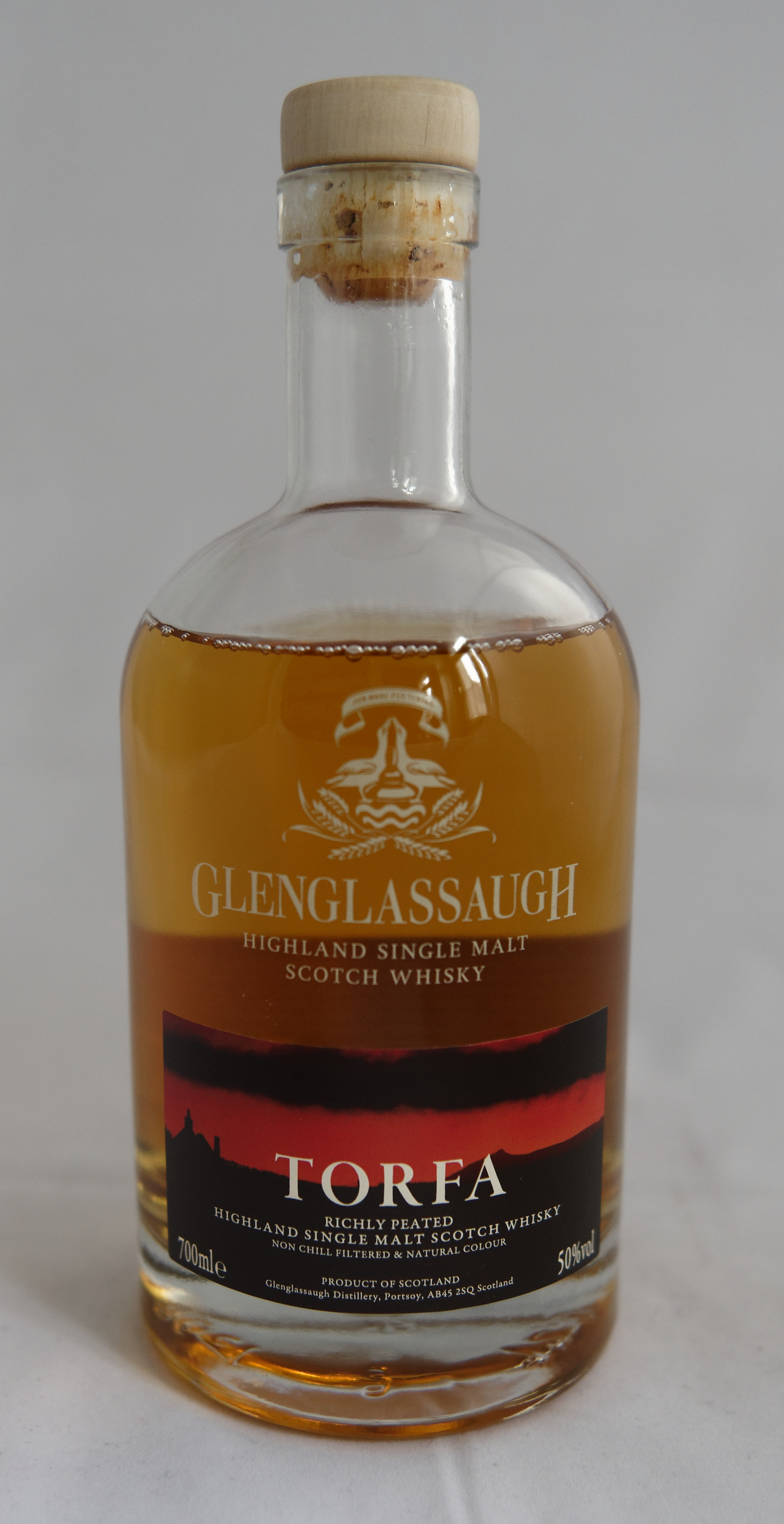
Glenglassaugh Torfa, 50 % vol., richly peated

Das Wasser der zur Region Highlands gehörenden Brennerei stammt aus der Glassaugh Quelle. Als das Malz noch selbst hergestellt wurde, wurde Torf aus dem nahegelegenen Crombie moss zur Herstellung verwendet. Später wurde das Malz unter anderem von den Mälzerei der Tamdhu-Brennerei gekauft. Die Destillerie verfügt über einen Maischbottich (mash tun) (5 t) und sechs Gärbottiche (wash backs)- zwei aus Edelstahl, die jedoch nicht mehr verwendet werden und vier aus Douglasienholz. Destilliert wird in einer wash still (12.729 l) und einer spirit still (17.184 l) die indirekt durch Dampf erhitzt wurden.